# Provincia de Lucca
Lucca (en italiano: provincia di Lucca) es una provincia de la región italiana de la Toscana. Su capital y ciudad más poblada es Lucca, y cuenta con una población total de 389 527 habitantes (2017).

## Geografía
Limita al oeste con el mar de Liguria; al noroeste con la provincia de Massa y Carrara; al norte con la región de Emilia-Romaña (provincia de Reggio Emilia y provincia de Módena); y al este con la provincia de Pistoia y la ciudad metropolitana de Florencia.
Geográficamente la provincia de Lucca se divide en cuatro zonas: la llanura de Lucca, la Versilia, el valle medio del río Serchio y la Garfagnana. Tiene un área de 1773,22 km².

## Historia
La provincia de Lucca deriva del antiguo departamento homónimo que pertenecía al Gran Ducado de Toscana y que fue creado en el año 1849 cuando se anexionó Lucca a la Toscana, aunque en esa época tenía algunas diferencias territoriales con la provincia actual, la garfagnana lucchese quedó dentro del Ducado de Módena. 

En 1923 se le adicionó a la Provincia la localidad de Castelnuovo di Garfagnana que formaba parte de la provincia de Massa y Carrara. Para el año 1928 los municipios de Bagni di Montecatini, (hoy Montecatini Terme), Buggiano, Massa e Cozzile, Monsummano Terme, Montecatini Val di Nievole, Pescia, Ponte Buggianese, Uzzano y Vellano fueron asignados a la provincia de Pistoia.

División geográfica de Lucca:
Llanura de Lucca
Versilia
Valle medio del Serchio
Garfagnana

De los 33 municipios que hoy componen la provincia de Lucca solo seis siempre estuvieron dentro del estado pre-unitario toscano, ellos son Altopascio, Montecarlo, Barga, Pietrasanta, Forte dei Marmi, Stazzema y Seravezza. Otros formaron parte del Granducado solo por un breve periodo, entre  1847 y el 1859 (Lucca, Capannori, Porcari, Villa Basilica, Bagni di Lucca, Coreglia Antelminelli, Borgo a Mozzano, Pescaglia, Camaiore, Viareggio, Massarosa). Los restantes nunca pertenecieron al Estado Toscano (Gallicano, Fabbriche di Vallico, Vergemoli, Molazzana, Careggine, Fosciandora, Pieve Fosciana, Castelnuovo di Garfagnana, Castiglione di Garfagnana, Villa Collemandina, San Romano in Garfagnana, Sillano, Giuncugnano, Piazza al Serchio, Minucciano, Camporgiano, Vagli di Sotto).
El 1 de enero de 2014 se creó el municipio de Fabbriche di Vergemoli, uniéndose las hasta entonces comunas de Fabbriche di Vallico y Vergemoli. Finalmente el 1 de enero de 2015 se unen Sillano y Giuncugnano, formando el municipio de Sillano Giuncugnano

## Transporte
Autopistas
- Autostrada A11 (Firenze-mare). Es la autopista principal de la Toscana, conectando la ciudad de Florencia con el litoral tirreno.
- Autostrada A12 (Genova-Roma). Es la autopista que conecta la capital italiana con la ciudad de Génova, en su paso por la provincia de Lucca se encuentra la bajada Viareggio-Camaiore

Rutas Nacionales
- Ruta Nacional 1 (Via Aurelia). Es una de las rutas principales de Italia, derivada de la antigua ruta romana Vía Aurelia, en la Provincia de Lucca atraviesa la Versilia y las ciudades de Viareggio, Camaiore, Pietrasanta y Querceta.
- Ruta Nacional 12 (Del Abetone y del Brennero). Es la ruta que une la ciudad de Pisa con Austria, atravesando el valle medio del Río Serchio por las ciudades de Bagni di Lucca

Ferrocarril
Circulan por el territorio provincial las siguientes líneas férreas: 
- Ferrovia Genova-Pisa
- Ferrovia Lucca-Viareggio
- Ferrovia Firenze-Lucca
- Ferrovia Lucca-Aulla
- Ferrovia Lucca-Pisa.

## Municipios
La provincia de Lucca está integrada por 33 comunas o municipios:
- Altopascio
- Bagni di Lucca
- Barga
- Borgo a Mozzano
- Camaiore
- Camporgiano
- Capannori
- Careggine
- Castelnuovo di Garfagnana
- Castiglione di Garfagnana
- Coreglia Antelminelli
- Fabbriche di Vergemoli
- Forte dei Marmi
- Fosciandora
- Gallicano
- Lucca
- Massarosa
- Minucciano
- Molazzana
- Montecarlo
- Pescaglia
- Piazza al Serchio
- Pietrasanta
- Pieve Fosciana
- Porcari
- San Romano in Garfagnana
- Seravezza
- Sillano Giuncugnano
- Stazzema
- Vagli Sotto
- Viareggio
- Villa Basilica
- Villa Collemandina